# Chełmnorättegångarna

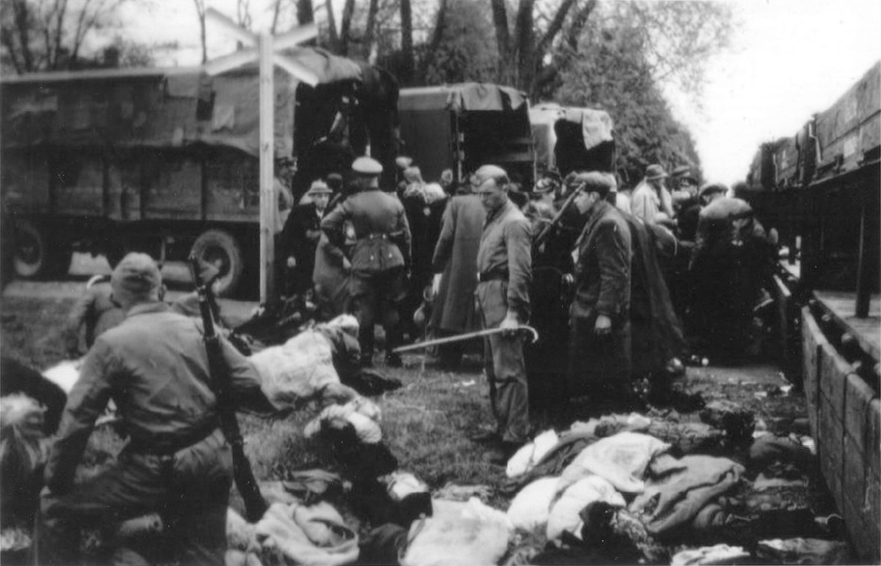
Chelmno dödsläger år 1942

Chełmnorättegångarna åsyftar två rättegångar mot personer verksamma i förintelselägret Chełmno under andra världskriget.

## Första Chełmnorättegången
Den första rättegången inleddes 1945 i Polen och Walter Piller, Hermann Gielow och Bruno Israel dömdes till döden. Piller och Gielow avrättades, medan Israel benådades.

## Andra Chełmnorättegången
Den andra rättegången hölls i Bonn och varade från den 26 november 1962 till den 30 mars 1963.
| Åtalad              | Funktion                                  | Dom                               |
| ------------------- | ----------------------------------------- | --------------------------------- |
| Gustav Laabs        | Gasvagnsoperatör                          | 15 års fängelse                   |
| Walter Burmeister   | Lägerkommendanten Hans Bothmanns adjutant | 13 års fängelse                   |
| Alois Häfele        |                                           | 15 års fängelse                   |
| Kurt Möbius         | Vakt                                      | 8 års fängelse                    |
| Karl Heinl          | Vakt                                      | 7 års fängelse                    |
| Ernst Burmeister    | Gasvagnsoperatör                          | 3,5 års fängelse                  |
| Heinrich Bock       | Vakt                                      | Frikänd                           |
| Anton Mehring       |                                           | Frikänd                           |
| Aleksander Steinke  |                                           | Frikänd                           |
| Friedrich Maderholz | Vakt                                      | Frikänd                           |
| Wilhelm Heukelbach  |                                           | Frikänd                           |
| Wilhelm Schulte     |                                           | Frikänd                           |
| Gustav Fiedler      |                                           | 13 månader och 2 veckors fängelse |

### Webbkällor
- Stańczyk, Marzena. ”SS-Sonderkommando Kulmhof (Oddział Specjalny Kulmhof)” (på polska). Urząd Miejski w Dąbiu. Arkiverad från originalet den 19 mars 2014. https://archive.today/20140319192121/http://www.gminadabie.pl/asp/pl_start.asp?typ=14&sub=283&menu=209&strona=1. Läst 19 mars 2014.